# Rím-Sín
Rím-Sín byl králem starověkého mezopotámského města Larsy v letech 1822–1763 př. n. l. Byl v pořadí desátým králem dynastie, jejíž zakladatel Naplánum se vlády ujal asi roku 2025 př. n. l.
Rím-Sín je považován za nejslavnějšího a patrně i nejmocnějšího larského krále. Na trůn nastoupil po smrti svého bratra Varad-Sína, jeho otcem byl tedy patrně Kudur-Mabuk, cizinec z Elamu, který roku 1834 př. n. l. svrhl z trůnu krále Sillí-Adada.

## Vláda

Mapa Mezopotámie za vlády Chammurapiho (1792 př. n. l. - 1750 př. n. l.)

Hned po svém nástupu na trůn si Rím-Sín zajistil dědičné držení královského titulu. V té době larský stát zabíral většinu střední a jižní Babylonie, na západě sousedil s Urukem a na severu s upadajícím státem Isinem.
V dvanáctém roce Rím-Sínovy vlády utvořili protilarskou koalici babylónský král Sin-Muballit, města Uruk a Isin a země Sutiun a Rapikum. Tuto koalici v roce 1810 př. n. l., včetně Babylónu, Rím-Sín porazil.
V boji dále pokračoval a roku 1803 př. n. l. se za vytvoření koalice zaměřené proti němu pomstil dobytím Uruku. Ukončil tak vládu tamní dynastie a město nadobro připojil ke své říši. Válka s Babylónem však pokračovala a jejímu silnému panovníku Sin-Muballitu se podařilo v roce 1799 př. n. l. přechodně zmocnit Larsy po drtivé porážce Rím-Sínova vojska.
Rím-Sín ale brzy obnovil své mocenské pozice, ukončil válku s Babylonií a v roce 1794 př. n. l. porazil i stát Isin. Stal se tak nejmocnějším panovníkem v jižní Babylonii. Váhal však s útokem na Babylon, a to se mu stalo osudným.
Na babylónský trůn mezitím nastoupil energický a známý král Chammurapi, který již roku 1785 př. n. l. dobyl na Rím-Sínovi Isin i Uruk. V roce 1764 př. n. l. pak Rím-Sín novou válkou s Babylonem přišel i o území Ešnunny. O rok později Babylon nesmírně posílil svou moc, neboť porazil velkou koalici Elamu, Šubartu, Gutejců, Ešnunny a Malgúmu; Chammurapi vytvořil silný centralizovaný stát a jediným nepřítelem mu byl už jen Rím-Sín. Ještě téhož roku se proti němu obrátil a dobyl nejprve oblast Maškan-šápir, Nippur a posléze znovu i vzpurný Isin. V roce 1762 př. n. l. pak oblehl Larsu.
Zde mu pomohl jeho pozdější nepřítel, vládce Mari Zimri-Lim. Obléhání trvalo půl roku a Larsa nakonec padla. Rím-Sín, který měl původně na své straně čtyřicet tisíc vojáků, uprchl, ale byl chycen a vydán do Babylonu.
Podle legend se později Chammurapiho pokusil otrávit a byl za to popraven. Larsa však ani po jeho smrti neztratila své postavení metropole jižní Babylonie a stala se sídlem správce, který měl úzký kontakt s Babylonem.